# Gleditsia pachycarpa
Gleditsia pachycarpa är en ärtväxtart som beskrevs av François Gagnepain. Gleditsia pachycarpa ingår i släktet Gleditsia och familjen ärtväxter. Inga underarter finns listade i Catalogue of Life.